# الغدد الصماء والتناسل
يحدث التنظيم الهرموني في كل مرحلة من مراحل التطور. ويؤثر وسط الهرمونات بشكل متزامن على تطور الجنين الحي أثناء التخلق (المضغي) وعلى الأم، ويتجلى ذلك بشكل بارز في موجهة الغدد التناسلية المشيمائية (hCG) والبروجستيرون (P4).

## التخلق (المُضغي)
يزيد تنظيم تخليق هرمونات موجهة الغدد التناسلية المشيمائية (hCG) والبروجستيرون والإيستراديول والإندورفين والهرمون المطلق لموجهة الغدد التناسلية (GnRH) بسرعة من خلال الجنين في طور النمو بعد تخصيب البويضة.
وخلال مرحلة التطور الجنيني المبكرة، يعمل نقل الإشارات قصير المدى/بين الخلايا المتجاورة لموجهة الغدد التناسلية المشيمائية (hCG) على تحفيز تكون الأريمة وتكون العصيبة. وقد أوضح نموذج مختبري للتخلق (المُضغي) البشري المبكر (الخلايا الجذعية الجنينية البشرية (hESCs)) أن موجهة الغدد التناسلية المشيمائية (hCG) تعزز تكاثر الخلايا عبر مستقبل الهرمون الملوتن/موجهة الغدد التناسلية المشيمائية (LHCGR). ويعمل نقل إشارة موجهة الغدد التناسلية المشيمائية (hCG) على زيادة تنظيم التعبير عن نقل الكولسترول المتواسط بالبروتين الستيرويدي التنظيمي الحاد (StAR) وتخليق هرمون البروجستيرون في الخلية الجذعية الجنينية (hESC). ويحفز إنتاج البروجستيرون في هذا الوقت تكون جسم الجنين (المماثل لتكون الأريمة) وتكون الزهيرة (المماثل لتكون العُصيبة) في المختبر. كما يحفز البروجستيرون تمايز الخلايا الجذعية الجنينية (hESC) متعددة القدرات إلى خلايا عصبية سلفية.
يؤدي إيقاف نقل إشارة البروجستيرون (أو P4) عقب سحب البروجستيرون أو العلاج بمضاد مستقبل البروجستيرون RU-486 (المفيبرستون)، إلى منع تمايز مستعمرات الخلايا الجذعية الجنينية (hESC) إلى أجسام الأجنة (تكون الأريمة) أو الزهيرات (تكون العصيبة). إن دواء RU-486 الذي يُستخدم بشكل شائع لإجهاض الحمل في مراحله المبكرة، لا يعمل فقط على إجهاض الجنين، ولكن أيضًا على منع التطور الجنيني الطبيعي.

## تأثير هرمونات الأمومة
إن الهرمونات المرتبطة بالحمل مثل موجهة الغدد التناسلية المشيمائية (hCG) وهرمونات الستيرويد الجنسية تنظم العديد من العمليات البيولوجية في منظومة الأمومة قبل الحمل وأثناءه. والجنين هو الذي ينسق التغيرات البيولوجية التي تحدث لكل من الجنين والأم. فيزيد الجنين تنظيم هرمون موجهة الغدد التناسلية المشيمائية (hCG) ويحفز نمو الخلية ويزيد تنظيم إنتاج البروجستيرون (أو P4) مما يدفع عملية التطور. كما أن هرمونات موجهة الغدد التناسلية المشيمائية (hCG) والبروجستيرون (أو P4) توجه التغيرات التي تحدث للأم لتمكين نجاح الحمل (انظر أدناه) عبر زيادة تنظيم هرمونات محددة تعمل على توجيه كل من التغيرات البيولوجية وتغيرات الغدد الصماء داخل جسم الأم لضمان نجاح الحمل.

### الحفاظ على بطانة الرحم
يحتاج الجنين في مراحله الأولى إلى فترة تتراوح من أسبوع إلى أسبوعين لكي ينتج القدر الكافي من هرمون موجهة الغدد التناسلية المشيمائية (hCG) اللازم لتثبيت بطانة الرحم للسماح بالتصاق الكيسة الأريمية. وتشير الزيادة الكبيرة في تخليق هرمون موجهة الغدد التناسلية المشيمائية (hCG) للأرومة الغاذية والجسم الأصفر إلى إنتاج كل من الكيسة الأريمية  والجسم الأصفر  للبروجستيرون (أو P4) الضروري للحفاظ على بطانة الرحم.

### غزو الأرومة الغاذية الخلوية لبطانة الرحم والتصاقها بها
إن هرمون موجهة الغدد التناسلية المشيمائية (hCG) الذي تفرزه خلايا الأرومة الغاذية الخلوية للكيسة الأريمية يتحكم في نسيج بطانة الرحم الذي يعاد بناؤه بفضل كل من تنشيط نسيج الإنزيمات المحللة للبروتينات matrix matalloproteinases - MMP الذي يتحكم في نسيج خارج الخلية الأمومي، ومنع عمل مثبطات أنسجة الإنزيمات المحللة للبروتينات matrix-metalloproteinases - TIMP. ويعمل هرمون موجهة الغدد التناسلية المشيمائية (hCG) كوسيط لتسهيل غزو بطانة الرحم والالتصاق بها. ويزيد انخفاض مستويات هرمون موجهة الغدد التناسلية المشيمائية (hCG) من خطر التعرض لمقدمات الارتعاج.

### تولد أوعية الرحم
تزيد هرمونات موجهة الغدد التناسلية المشيمائية والبروجستيرون تنظيم تولد أوعية الرحم، بينما يقلل هرمون الإستروجين من تنظيمه. وتتحدد حالة تولد أوعية الرحم في الرحم خلال مراحل الحمل المبكرة من خلال توازن تأثيرات البروجستيرون والإستروجين.

### إيقاف عمل الجهاز المناعي الأمومي
تنظم مستويات البروجستيرون المرتفعة التي تنتجها مشيمة الجنين عملية تكاثر الخلايا اللمفية في الوصلة البينية بين الأم والجنين، مما يوقف استجابة الجهاز المناعي الأمومي ضد الجنين في طور النمو.

### إيقاف إفراز الهرمون المطلق لموجهة الغدد التناسلية (GnRH) لمنع زيادة النضوج الجريبي
إن الارتجاع السلبي للبروجستيرون يمنع الإفراز العصبي للهرمون الوطائي النابض المطلق لموجهة الغدد التناسلية (GnRH)، وإطلاق الهرمون المطلق لموجهة الغدد التناسلية (GnRH) في مرحلة الإباضة، والارتفاع المفاجيء في هرمون موجهة الغدد التناسلية النخامية، ومن ثم يمنع زيادة النضوج الجريبي.

### إعداد أجهزة التمثيل الغذائي لدى الأم
ينظم هرمون البروجستيرون عملية التمثيل الغذائي للسكريات والبروتين والدهنيات، مما يتسبب في حدوث تغيرات فسيولوجية مرتبطة بالحمل. وتعزز خاصية المزج بين الهرمونات التي تميز المراحل المبكرة من الحمل النمو الطبيعي لأنسجة الأمومة وزيادة الوزن. وخلال النصف الثاني من فترة الحمل، تعد هرمونات البروجستيرون والبرولاكتين الغدد الثديية للرضاعة.

### إعداد الغدد الثديية للرضاعة
تشجع هرمونات الإستروجين والبروجستيرون تكاثر الخلايا الظهارية الثديية مما يؤدي إلى تكون البنية القنوية الأولية والثانوية. ويتسبب البروجستيرون في تكون أفرع جانبية ثلاثية في الغدد الثديية أثناء فترة البلوغ وفي طور الجسم الأصفر من الدورة الشهرية والذي تتكون فيه بنى الفصوص السنخية تحت تأثير البرولاكتين. ويحفز البرولاكتين إفراز اللبن.

### الدخول السريع في النوم
يبدو أن هرمون موجهة الغدد التناسلية المشيمائية (hCG) له تأثير منوم خلال فترة الحمل، وترتبط مستويات وجود هذا الهرمون بتغيرات النوم أثناء الحمل، كما أن تناول هذا الهرمون يزيد فترات النوم لدى الفئران غالبًا عبر مستقبل الهرمون الملوتن/موجهة الغدد التناسلية المشيمائية (LHCGR) العصبي.